# 原芳生
原 芳生（はら よしお、1950年 - ）は、日本の地理学者。専攻は自然地理学、環境教育。東京都出身。

## 来歴
- 1950年、東京都に生まれる。
- 1975年、東京学芸大学教育学部初等教育教員養成課程（社会科専修）卒業。
- 1979年、東京学芸大学大学院教育学研究科修士課程修了。
- 1982年4月から聖徳学園短期大学（現在の聖徳大学短期大学部）非常勤講師。（1990年3月まで）
- 1984年4月から大正大学文学部史学科非常勤講師。（1985年3月まで）
- 1989年4月から再び大正大学文学部史学科非常勤講師。（1993年3月まで）
- 1993年4月から大正大学文学部史学科助教授となる。（2001年4月教授に昇格）
- 2013年4月、大正大学文学部歴史学科学科長となる。
- 2021年3月、大正大学退職。

## 担当経験のある科目
- 社会・地歴科教育法（大正大学）
- 環境と歴史（大正大学）
- 人文地理学Ａ（大正大学）
- 自然地理学Ａ（大正大学）
- 自然地理学Ｂ（大正大学）
- 地誌学（大正大学）
- 都市の創り出す気候（大正大学）
- 北アメリカの自然（大正大学）

## 著書

### 共著
- 『世界の国々を調べる　改訂版（東京学芸大学地理学会シリーズ4）』矢ケ﨑典隆、椿真智子編 古今書院 2012　※第5章-1「アメリカ合衆国－国立公園を手がかりに調べる」の執筆担当
- 『身近な環境を調べる(東京学芸大学地理学会シリーズ)』小泉武栄共著 古今書院 2009
- 『地理教育と系統地理（地理教育講座4）』中村和郎、高橋伸夫、谷内達、犬井正編　古今書院 2009　※「3.自然地理的事項の扱い方」の執筆担当
- 『自然地理学概論』高橋日出男、小泉武栄編著　朝倉書店 2008　※「1.惑星としての地球」の執筆担当
- 『地理教育用語技能事典』日本地理教育学会編集　帝国書院 2006

## 論文
- 自然地理学からみた自然災害（仏教文化学会 仏教文化学会紀要　2013年11月）
- 高緯度寒冷地域の沿岸都市における海陸風の影響（大正大学 大正大學研究紀要　2005年）
- 自然科学研究における歴史的な考え方--自然地理学研究を例として（大正大学史學會 鴨台史学　2001年3月）
- 自然地理学と学際的研究 (国際化へのシステム・インテグレーション) （大正大学 大正大学研究論叢　1994年3月）
- フロント・レンジ,インディアン・ピ-クス周辺の残雪下の礫質ペイブメント地形の発達過程（立正地理学会 地域研究　1988年6月）
- 木曽駒ケ岳の pavement 地形（東北地理　1983年）
- コロラドロッキ-の周氷河地形研究 (高山の地形<特集>)  （古今書院 地理　1982年4月）
- 飯田市周辺の土地利用 : 座光寺地区を例として（東京学芸大学 学芸地理　1977年2月）

## 所属学会
- 学芸地理学会
- 日本第四紀学会
- 日本地理学会
- 東北地理学会
- 日本地理教育学会
- 立正地理学会
- 日本気象学会